# Wang Liqin
Wang Liqin (chin. upr. 王励勤, chin. trad. 王勵勤, pinyin Wáng Lìqín; ur. 18 czerwca 1978 w Szanghaju) – chiński tenisista stołowy.
Wielokrotny reprezentant chińskiej kadry narodowej i olimpijskiej mężczyzn w tenisie stołowym. Przez większość roku 2005, a także na początku 2006 utrzymywał się na 1 miejscu Rankingu ITTF, w czasie swojej kariery łącznie przez ponad 50 miesięcy gościł na jego 1 miejscu. Jest uważany za jednego z najlepszych tenisistów stołowych w historii.

## Sukcesy
- 3-krotny mistrz świata w grze pojedynczej w 2001, 2005, 2007
- Złoty medalista w grze podwójnej na igrzyskach olimpijskich w 2000 w Sydney
- Złoty medalista w turnieju drużynowym z reprezentacją Chin w 2008 w Pekinie
- Brązowy medalista w grze pojedynczej na igrzyskach olimpijskich w 2004 w Atenach
- Brązowy medalista w grze pojedynczej na igrzyskach olimpijskich w 2008 w Pekinie
- Srebrny medalista mistrzostw świata 2009 w Jokohamie